# Patron de méthode
 (octobre 2014).
 (octobre 2014).
- Si vous ne connaissez pas le sujet, laissez ce bandeau (vous pouvez alors contacter les auteurs).
- Si vous supprimez le contenu mis en cause (vous pouvez préalablement contacter les auteurs),

argumentez précisément cette suppression dans la page de discussion
(un manque de référence n'est pas un argument ; une recherche réelle de référence doit avoir été effectuée, être formellement documentée).

Patron de méthode: diagramme de classes en UML

Le patron de méthode (template method pattern en anglais) est une technique reposant sur un patron de conception (design pattern) comportemental utilisé en génie logiciel.
Un patron de méthode définit le squelette d'un algorithme à l'aide d'opérations abstraites dont le comportement concret se trouvera dans les sous-classes, qui implémenteront ces opérations.
Cette technique, répandue dans les classes abstraites, permet de :
- Fixer clairement des comportements standards qui devraient être partagés par toutes les sous-classes, même lorsque le détail des sous-opérations diffère ;
- Factoriser du code qui serait redondant s'il se trouvait répété dans chaque sous-classe.

La technique du patron de méthode se déploie par la méthode de la classe parent qui appelle les opérations n'existant que dans les sous-classes. C'est une pratique courante dans les classes abstraites, alors que l'opposé prévaut normalement dans une hiérarchie de classes concrètes. Cette opposition annonce les méthodes des sous-classes qui rappellent celles de la classe parent comme partie prise de leur propre comportement.
L'implémentation d'un patron de méthode est aussi appelée méthode socle parce qu'elle ancre solidement un comportement qui s'applique alors à toute la hiérarchie des classes par héritage. Pour s'assurer que ce comportement ne sera pas redéfini arbitrairement dans les sous-classes, on inscrit la méthode socle final en Java, non virtuelle en C++ ou en C#.
Les méthodes servant de «briques de comportement» à la méthode socle devraient être déclarées comme virtuelles pures en C++ ou par le mot clé abstract en Java et C#.

## Exemple en Java
```
 
/**

  * Classe abstraite servant de base commune à divers

  * jeux de société où les joueurs jouent chacun leur tour.

  */

 

 
abstract
 
class
 
JeuDeSociété
{

 

   
protected
 
int
 
nombreDeJoueurs
;

 

   
abstract
 
void
 
initialiserLeJeu
();

 

   
abstract
 
void
 
faireJouer
(
int
 
joueur
);

 

   
abstract
 
boolean
 
partieTerminée
();

 

   
abstract
 
void
 
proclamerLeVainqueur
();

 

   
/* Une méthode socle : */

   
final
 
void
 
jouerUnePartie
(
int
 
nombreDeJoueurs
){

     
this
.
nombreDeJoueurs
 
=
 
nombreDeJoueurs
;

     
initialiserLeJeu
();

     
int
 
j
 
=
 
0
;

     
while
(
 
!
 
partieTerminée
()
 
){

       
faireJouer
(
 
j
 
);

       
j
 
=
 
(
j
 
+
 
1
)
 
%
 
nombreDeJoueurs
;

     
}

     
proclamerLeVainqueur
();

   
}

 
}

```

Cette classe est dérivée pour implanter divers jeux :
```
 
class
 
Monopoly
 
extends
 
JeuDeSociété
{

 

   
/* Implémentation concrète des méthodes nécessaires */

 

   
void
 
initialiserLeJeu
(){

     
// ...

   
}

 

   
void
 
faireJouer
(
int
 
joueur
){

     
// ...

   
}

 

   
boolean
 
partieTerminée
(){

     
// ...

   
}

 

   
void
 
proclamerLeVainqueur
(){

     
// ...

   
}

  

   
/* Déclaration des composants spécifiques au jeu du Monopoly */

 

   
// ...

 

 
}

```

```
 
class
 
Echecs
 
extends
 
JeuDeSociété
{

 

   
/* Implémentation concrète des méthodes nécessaires */

 

   
void
 
initialiserLeJeu
(){

     
// ...

   
}

 

   
void
 
faireJouer
(
int
 
joueur
){

     
// ...

   
}

 

   
boolean
 
partieTerminée
(){

     
// ...

   
}

 

   
void
 
proclamerLeVainqueur
(){

     
// ...

   
}

  

   
/* Déclaration des composants spécifiques au jeu d'échecs */

 

   
// ...

 

 
}

```

La technique du patron de méthode fixe un cadre pour toutes les sous-classes. Cela implique certaines restrictions : dans l'exemple ci-dessus, on ne peut pas faire hériter une classe Jeu Du Tarot de la classe abstraite Jeu De Société, parce que dans une partie de tarot, l'ordre des joueurs n'est pas linéaire. Il dépend en fait du joueur qui vient de ramasser le pli des cartes.
On peut décider de ne pas déclarer la méthode socle comme final en Java (ou bien décider de la déclarer virtuelle en C++), afin de la rendre plus souple. Ainsi, la classe Jeu Du Tarot pourrait parfaitement hériter de la classe Jeu De Société, à condition de redéfinir la méthode jouer une partie pour tenir compte des règles du tarot. Mais cette pratique pourrait conduire à une critique. Il est important de se poser la question dès l'écriture de la classe parent : les sous-classes auront-elles le droit de redéfinir les comportements fondamentaux codés dans la classe parent ? L'avantage est bien sûr une souplesse accrue. L'inconvénient peut être la perte de la cohérence interne de l'objet, si la surcharge des méthodes socles est mal conçue.
Pour reprendre l'exemple précédent, on pourrait mettre en place une méthode retournant le prochain joueur, qui serait implémentée différemment dans la classe Jeu Du Tarot et dans la classe d'un jeu dans lequel chaque joueur joue successivement comme dans le jeu de carte Bridge.

### Patrons associés
- Fabrique
- Fabrique abstraite
- Monteur